# 阮福綿宮
阮福綿宮（越南语：／，1824年1月17日—1849年10月2日），越南阮朝明命帝第二十六子，生母貴人阮氏長。
明命四年十二月十七日（1824年1月17日），阮福綿宮在順化皇城出生。年少好學。紹治三年（1843年）正月，受封為山定郡公（越南语：／）。嗣德二年八月十六日（1849年10月2日），阮福綿宮去世，壽二十七歲，賜諡敦順。葬於承天府香水縣陽和社，在香茶縣富春總中步邑建祠祭祀。
保大末年，阮朝追贈阮福綿宮為山定公，改諡恭肅。

## 子女
阮福綿宮有7子4女。後裔按御賜酉字部起名。
- 二子阮福洪醞，初襲封畿外侯，同慶元年（1886年）任鴻臚寺卿，兼攝尊人府右尊卿，同慶三年（1888年）升光祿寺卿。